# Azelia fengi
Azelia fengi är en tvåvingeart som beskrevs av Fan 1965. Azelia fengi ingår i släktet Azelia och familjen husflugor. Inga underarter finns listade i Catalogue of Life.